# تلفن ثابت

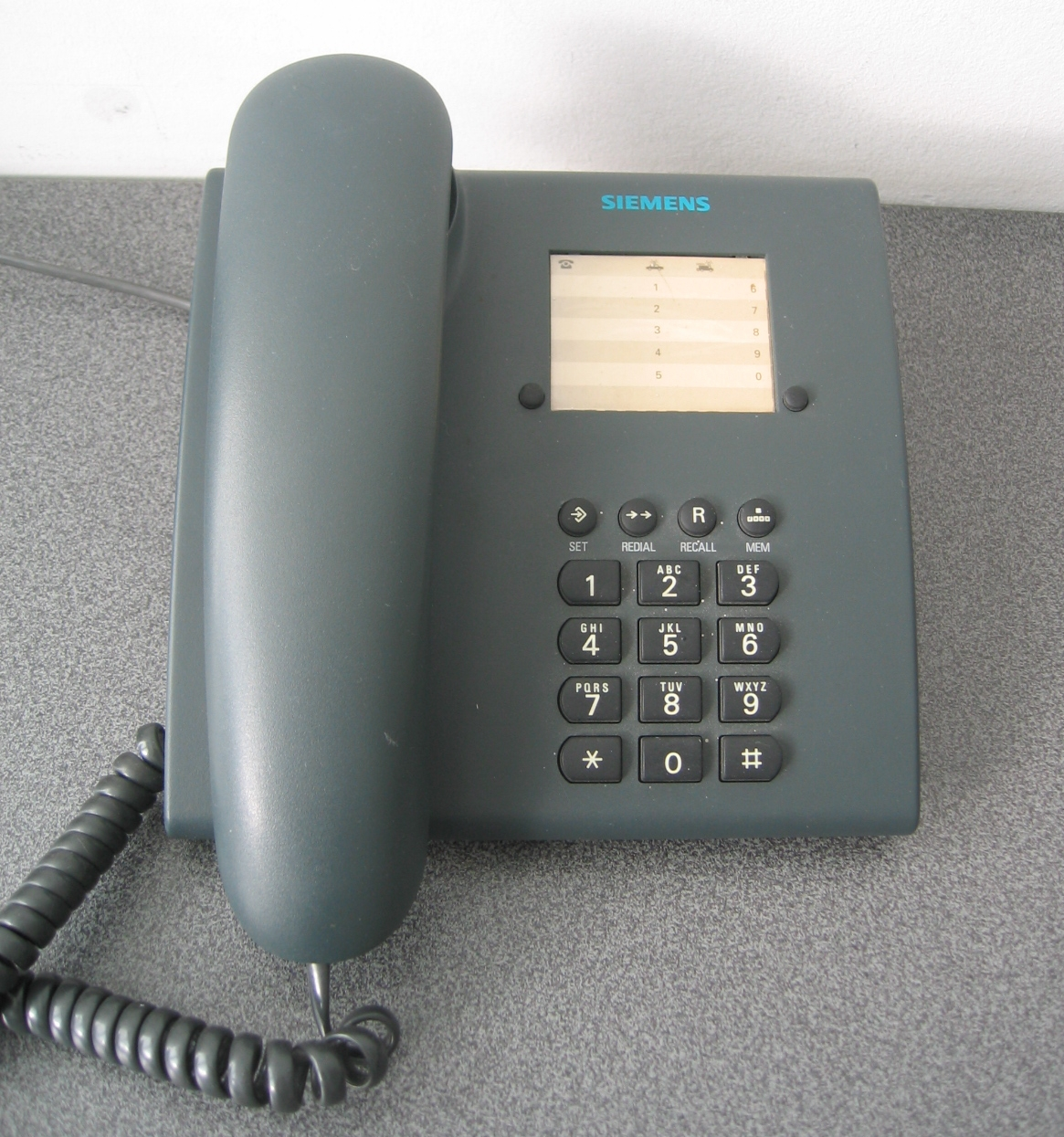
یک تلفن ثابت

تلفن ثابت یا خط ثابت، (به فرانسوی: Téléphone fixe) به تلفنی از طریق خط تلفن که با استفاده از سیم مسی ارتباطات مخابراتی را برقرار می‌سازد، اطلاق می‌گردد. 
تا پیش از همه‌گیر شدن تلفن‌های همراه، از واژه تلفن برای آنچه امروزه تلفن ثابت خوانده می‌شود، استفاده می‌شد، ولی هم‌اکنون برای تفکیک تلفن همراه، از تلفن ثابت بکار گرفته می‌شود.
در سال ۲۰۰۳ اطلاعات‌نامه جهان تعداد خطوط تلفن ثابت مورد استفاده در سراسر جهان را، در حدود ۱٫۲۶۳ میلیارد خط تلفن اعلام نمود. چین با ۳۵۰ میلیون و ایالات متحده آمریکا با ۲۶۸ میلیون مشترک، رتبه‌های اول و دوم از بالاترین شمار خطوط تلفن فعال میان تمامی کشورهای جهان را در اختیار داشتند. کشور بریتانیا نیز با ۲۳٫۷ میلیون تلفن ثابت، رتبه سوم را به خود اختصاص می‌داد.

## تاریخچه
بعد از ظهر روز دوم ژوئن سال ۱۸۷۵ میلادی مصادف با ۱۱ خرداد ۱۲۵۴، الکساندر گراهام بل با همکاری دوستش واتسن موفق به اختراع تلفن شد، و در ژانویه ۱۸۷۶ میلادی دستگاه تلفن بل به کار افتاد. دهم مارس ۱۸۷۶ میلادی بل از اتاق خود به‌وسیله این دستگاه به دستیارش در اتاق دیگر گفت: «آقای واتسن بیایید با شما کار دارم».
تلفن، پس از اختراع کامل توسط بل به سرعت اشاعه یافت و سیم‌های آن از شهری به شهر دیگر کشیده شد. چهارده سال بعد از اختراع تلفن یعنی در سال ۱۸۹۰ میلادی آلمون براون استروجر سیستم تلفن خودکار را بنا نهاد. در سال ۱۸۹۱ ارتباط تلفنی بین شهرهای لیون و تهران برقرار گردید. دو قاره اروپا و آمریکا تحت محاصره شبکه‌ای درآمدند که روز به روز گسترش می‌یافت. روزی که بل درگذشت (سال ۱۹۲۲)، به احترام او ارتباط تلفنی بر روی شبکه وسیعی که دارای هفده میلیون تلفن بود به مدت یک دقیقه قطع شد. تلگراف و تلفن ارتباط سریع و فوری از راه دور را میان نقاطی که می‌توانند سیم‌کشی بشوند، ممکن ساخت. اما از سال ۱۸۹۶ دانشمندان توانستند میان دو نقطه که حتی سیم‌کشی نشده بود ارتباط سریع و فوری برقرار سازند (تلگراف بی‌سیم)

## تلفن اینترنتی
تلفن اینترنتی (VOIP) نوعی ارتباط تلفنی است که از طریق اینترنت و با استفاده از فناوری «صدا روی پروتکل اینترنت» صورت می‌پذیرد و عبارت است از انتقال صوت از طریق بسته‌های آدرس پروتکل اینترنت (IP) و با استفاده از زیرساختار اینترنت. در واقع یک مجموعه از سخت‌افزار و نرم‌افزار است که ما را قادر می‌کند تا از اینترنت به عنوان واسط انتقالی برای تماس‌های تلفنی استفاده کنیم. این روش به علت حذف مراکز تلفن راه دور از دایره تماس، از نظر هزینه بسیار به صرفه‌است. در این فناوری، صوت به بسته های داده تبدیل می‌شود و همانند سایر انواع داده، بر روی بستر ارتباطی داده ای منتقل می شود.